# Rossif Sutherland
Rossif Sutherland (Vancouver, Columbia Británica; 25 de septiembre de 1978) es un actor canadiense.

## Biografía
Es hijo del famoso actor Donald Sutherland y la actriz Francine Racette, tiene dos hermanos Roeg Sutherland y el actor Angus Sutherland. Sus medios hermanos son el exitoso actor Kiefer Sutherland y la productora Rachel Sutherland.
Rossif fue nombrado en honor al director francés Frédéric Rossif.
En el 2013 Rossif comenzó a salir con la actriz inglesa Celina Sinden, la pareja se casó el 21 de febrero de 2016 y le dieron la bienvenida a su primer hijo juntos, Theodore Sutherland en el mismo año.

## Carrera
En el 2003 apareció como personaje recurrente en la décima temporada de la popular serie médica norteamericana ER, donde interpretó al estudiante de medicina Lester Kertzenstein.
En el 2011 se unió al principal de la segunda y última temporada de la serie King donde interpretó al detective Pen Martin.
En el 2012 apareció como invitado en un episodio de la serie The Listener donde interpretó a Anthony Wallace.
En el 2013 Rossif se unió al elenco principal de la nueva serie Reign, donde interpreta a Nostradamus, el renombrado médico y consultor astrológico de profecías y eventos futuros.
En el 2014 se anunció que Rossif se uniría al elenco recurrente de la quinta temporada de la serie Haven en el 2015.

## Filmografía

### Series de televisión
| Año         | Título             | Personaje               | Notas                                       |
| ----------- | ------------------ | ----------------------- | ------------------------------------------- |
| 2016        | The Expanse        | Neville Bosch           | 2 episodios                                 |
| 2013 - 2015 | Reign              | Nostradamus             | 20 episodios                                |
| 2015        | Haven              | Sandman                 | 3 episodios                                 |
| 2014        | Covert Affairs     | Tony Salgado            | 4 episodios                                 |
| 2014        | Unité 9            | Jaïson                  | 2 episodios                                 |
| 2013, 2014  | Crossing Lines     | Detective Moreau        | 4 episodios                                 |
| 2013        | Cracked            | Timothy Lawton          | episodio "Hideaway"                         |
| 2013        | Copper             | Tim Doman               | 2 episodios                                 |
| 2012        | The Listener       | Anthony Wallace         | episodio "The Bank Job"                     |
| 2012        | King               | Det. Pen Martin         | 13 episodios                                |
| 2011        | Living in Your Car | Sam                     | episodio "Chapter 19"                       |
| 2011        | Flashpoint         | Charlie Alanak          | episodio "Team Player"                      |
| 2011        | Being Erica        | Emmett                  | episodio "Being Ethan"                      |
| 2005        | Monk               | Vic Blanchard           | episodio "Mr. Monk and the Other Detective" |
| 2003 - 2004 | ER                 | Dr. Lester Kertzenstein | 11 episodios                                |

### Películas
| Año  | Título                           | Personaje           | Notas |
| ---- | -------------------------------- | ------------------- | --- |
| 2020 | Possessor                        | Michael Vos         | junto a Andrea Riseborough, Christopher Abbott y Sean Bean                                                        |
| 2019 | A Call to Spy                    | Dr. Chevain         | junto a Sarah Megan Thomas, Stana Katic y Radhika Apte                                                            |
| 2019 | Guest of Honour                  | Mike                | junto a Luke Wilson, Laysla De Oliveira y David Thewlis                                                           |
| 2017 | Trench 11                        | Berton              | junto a Charlie Carrick, Karine Vanasse, Shaun Benson, Ted Atherton, Adam Hurtig y John B. Lowe                   |
| 2015 | Zona de Combate (Hyena Road)     |                     | junto a Paul Gross, Christine Horne, Nabil Elouahabi, Niamatullah Arghandabi, David Richmond-Peck & Karl Campbell |
| 2012 | Dead Before Dawn 3D              | Burt Rumsfeld       | junto a Devon Bostick, Christopher Lloyd, Martha MacIsaac, Brandon Jay McLaren & Brittany Allen                   |
| 2012 | An Officer and a Murderer        | Det. Nick Gallagher | junto a Gary Cole, Laura Harris & Nahanni Johnstone                                                               |
| 2011 | I'm Yours                        | Robert              | junto a Karine Vanasse, Don McKellar, Nicholas Campbell & Greg Calderone                                          |
| 2011 | Pour l'amour de Dieu             | Jesus               | junto a Ariane Legault, Madeleine Péloquin, Victor Andres Turgeon-Trelles y Geneviève Bujold                      |
| 2010 | The Con Artist                   | Vince               | junto a Sarah Roemer, Greg Germann, Russell Peters & Donald Sutherland                                            |
| 2009 | High Life                        | Billy               | junto a Timothy Olyphant, Joe Anderson & Jon Ted Wynne                                                            |
| 2007 | The Knockdown King Lucky Peralta | Gary                | corto - junto a Rodney Holland, Stephen DeCordova & Dean Schaller                                                 |
| 2007 | Lie Detector                     | Adrew               | corto - junto a Johnpaul McLean, J. Richey Nash & Suzanne Tufan                                                   |
| 2007 | Poor Boy's Game                  | Donnie Rose         | junto a Danny Glover, Flex Alexander, Greg Bryk & Laura Regan                                                     |
| 2006 | I'm Reed Fish                    | Gabe                | junto a Jay Baruchel, Alexis Bledel, Victor Rasuk, Schuyler Fisk & A. J. Cook                                     |
| 2005 | Red Doors                        | Alex                | junto a Tzi Ma, Jacqueline Kim, Elaine Kao, Freda Foh Shen, & Sebastian Stan                                      |
| 2003 | Timeline                         | François Dontelle   | junto a Paul Walker, Frances O'Connor, Gerard Butler, Billy Connolly & David Thewlis                              |

## Premios y nominaciones
| Año  | Categoría                                         | Premio      | Película  | Resultado |
| ---- | ------------------------------------------------- | ----------- | --------- | --------- |
| 2011 | Best Performance by an Actor in a Supporting Role | Genie Award | High Life | Nominado  |